# Мохала
Мохала (пол. Mochała, нім. Mochalerhammer) — село в Польщі, у гміні Герби Люблінецького повіту Сілезького воєводства.
Населення — 205 осіб (2011).
У 1975-1998 роках село належало до Ченстоховського воєводства.

## Демографія
Демографічна структура станом на 31 березня 2011 року:
|          | Загалом | Допрацездатний вік | Працездатний вік | Постпрацездатний вік |
| -------- | ------- | ------------------ | ---------------- | -------------------- |
| Чоловіки | 97      | 21                 | 68               | 8                    |
| Жінки    | 108     | 22                 | 54               | 32                   |
| Разом    | 205     | 43                 | 122              | 40                   |